# Бушар Ратепилат
Бушар Ратепилат (фр. Bouchard Ratepilate; ок. 910, Санс — 956/967, Вандом) — первый граф Вандома и первый представитель династии Бушардидов, чьё существование подтверждается историческими источниками. Прозвище «Rata Pilata» означает «летучая мышь».

## Биография
Точные даты рождения и смерти Бушара Ратепилата не известны.
Был сыном знатного человека Бушара Санского, который упоминается в записях аббатства Мартина Турского в 891 и 905 годах без указания земель, которыми он владел.
Бушар Ратепилат как граф Вандома впервые упоминается в 930 году, став им благодаря Гуго Великому, сторонником которого являлся. Считался вассалом епископов Шартра.
Последнее упоминание о графе встречается в документах 956 года. Позднее, в 967 году, графом Вандома назван уже его сын Бушар Почтенный.